# Agrotis interferens
Agrotis interferens är en fjärilsart som beskrevs av Walker 1858. Agrotis interferens ingår i släktet Agrotis och familjen nattflyn. Inga underarter finns listade i Catalogue of Life.